# 吉村夜
吉村 夜（よしむら よる、男性、1972年 - ）は、日本の小説家。
インターネット上でのハンドルネームは夜波（よるなみ）。

## 来歴・人物
千葉県出身。
1998年に『メルティの冒険』（ポプラ社）でデビュー。
1999年、富士見書房主宰の第11回ファンタジア長編小説大賞（現・ファンタジア大賞）で『魔魚戦記』が準入選。
ポプラ社から児童文学作品、富士見書房等からライトノベル作品が出版されている。
2010年からは集英社スーパーダッシュ文庫、2012年からは講談社ラノベ文庫からもライトノベルの刊行を行っている。
好きなものは夜とハムスター。

## 作品一覧

### 児童書
- 『メルティの冒険』（画：佐竹美保、ポプラ社、心にのこる文学） 1998年9月
- 『海賊少女チャリィ 1 巨大軍船ラヴァロン』（画：佐竹美保、ポプラ社、P-club） 1999年7月
- 『海賊少女チャリィ 2 さまよう島エウナレダ』（画：佐竹美保、ポプラ社、P-club） 1999年12月
- 『海賊少女チャリィ 3 チャリィ絶体絶命』（画：佐竹美保、ポプラ社、P-club） 2000年9月

### ライトノベル
- 『マンイーター』（画：篁龍士、富士見書房、富士見ミステリー文庫） 2001年5月

「月刊ドラゴンジュニア」にて漫画化
- 「究極超獣バムスター外伝」（画：藤丘ようこ、富士見書房、月刊ドラゴンマガジン 2004年12月号 - 龍皇杯）
- 『RPG W(・∀・)RLD ―ろーぷれ・わーるど―』全15巻 （画：てんまそ、富士見書房、富士見ファンタジア文庫）2009年4月 - 2013年11月
- 『アスカ 麻雀餓狼伝』 (画:BUNBUN、集英社、スーパーダッシュ文庫） 2010年2月
- 『ねこPON!』（画:kaya8、集英社、スーパーダッシュ文庫） 2011年9月
- 『スクール・デモクラシー!』全3巻（画:鍋島テツヒロ、講談社、講談社ラノベ文庫） 2012年2月 - 2012年12月
- 『キミにもできる! 女の子一本釣りマニュアル』（画:パセリ、講談社、講談社ラノベ文庫） 2013年11月
- 『GOD W(｀・ω・´)RLD -ごっど・わーるど―』全2巻（画：早川 ハルイ、富士見書房、富士見ファンタジア文庫） 2013年12月 - 2014年5月
- 『自作ゲーム世界で俺が、神戦略で無双する』全2巻（画：鉄豚、富士見書房、富士見ファンタジア文庫） 2015年10月 - 2016年2月
- 『デモンズパーティー』（画：智弘カイ、KADOKAWA、Novel 0） 2016年11月

#### 「魔魚戦記」
- 『魔魚戦記』（画：OKAMA、富士見書房） 2000年1月
- 『レスト&ハーウィン 星に願いを』（画：C-SHOW、富士見書房、富士見ファンタジア文庫） 2000年9月
- 「レスト&ハーウィン」（画：あらいずみるい、富士見書房、月刊ドラゴンマガジン 2002年4月増刊、2003年11月増刊）

#### 「真・女神転生」
- 『真・女神転生 廃墟の中のジン』（原作：アトラス、画：金田榮路、富士見書房、富士見ミステリー文庫） 2001年8月
- 『真・女神転生II 復活のジン』（原作：アトラス、画：金田榮路、富士見書房、富士見ミステリー文庫） 2001年12月
- 『真・女神転生if 魔界のジン』（原作：アトラス、画：金田榮路、富士見書房、富士見ミステリー文庫） 2002年10月
- 『真・女神転生III-NOCTURNE』（原作：アトラス、画：金田榮路、富士見書房、富士見ミステリー文庫） 2003年4月
- 『真・女神転生III - NOCTURNE アンソロジー』（原作：アトラス、画：金田榮路、富士見書房、富士見ミステリー文庫） 2003年6月
- 「真・女神転生 遠く過ぎ去りし日々よ」（富士見書房、月刊ドラゴンマガジン 2001年10月増刊）

#### 「ハーモナイザー・エリオン」
- 『ハーモナイザー・エリオン 借金だらけの魔法使い』（画：ことぶきつかさ、富士見書房、富士見ファンタジア文庫） 2002年11月
- 『ハーモナイザー・エリオン2 ツキをつかんだ? 魔法使い』（画：ことぶきつかさ、富士見書房、富士見ファンタジア文庫） 2003年3月
- 『ハーモナイザー・エリオン3 やるときゃやるぜ! 魔法使い』（画：ことぶきつかさ、富士見書房、富士見ファンタジア文庫） 2003年8月
- 『ハーモナイザー・エリオン4 大志を抱いた魔法使い』（画：ことぶきつかさ、富士見書房、富士見ファンタジア文庫） 2004年2月

#### 「黄昏の刻」
- 『黄昏の刻 しろがねの転校生』（画：すみ兵、富士見書房、富士見ファンタジア文庫） 2004年11月
- 『黄昏の刻 2 七色の刺客』（富士見書房、富士見ファンタジア文庫） 2005年5月
- 『黄昏の刻 3 赤熱の巨竜』（富士見書房、富士見ファンタジア文庫） 2005年9月
- 『黄昏の刻 4 漆黒の戦慄』（富士見書房、富士見ファンタジア文庫） 2006年2月
- 『黄昏の刻 5 黄金の旅路』（富士見書房、富士見ファンタジア文庫） 2006年9月
- 「黄昏の刻 桃色のスナイパー」（富士見書房、月刊ドラゴンマガジン 2005年8月号）

#### 「サイレント・ラヴァーズ」
- 『サイレント・ラヴァーズ 悪魔になった少年』（画：結賀さとる、メカデザイン：小笠原智史、富士見書房、富士見ファンタジア文庫） 2007年2月
- 『サイレント・ラヴァーズII 鋼鉄の英雄』（富士見書房、富士見ファンタジア文庫） 2007年5月
- 『サイレント・ラヴァーズIII 作戦名<大蛇>』（富士見書房、富士見ファンタジア文庫） 2007年11月
- 『サイレント・ラヴァーズIV 真実を君に』（富士見書房、富士見ファンタジア文庫） 2008年3月
- 「サイレント・ラヴァーズ 鋼鉄の優しき手」（富士見書房、月刊ドラゴンマガジン 2007年4月号）

### 時代小説
- 『くちなわ剣風帖 一 蝦蟇と大蛇』（表紙：百鬼丸、富士見書房、新時代小説文庫） 2015年1月
- 『くちなわ剣風帖 二 鯰の鳴動』（表紙：百鬼丸、富士見書房、新時代小説文庫） 2015年2月